# Дышите глубже
«Дышите глубже» (латыш. Elpojiet dziļi) — художественный фильм режиссёра Роланда Калныньша, снятый по пьесе Гунара Приеде «Тринадцатая» в 1967 году. Премьера фильма состоялась в мае 1986 года. В XXI веке включён в Культурный канон Латвии.

## Сюжет
Молодой рабочий Цезарь Калныньш в свободное время увлечённо занимается музыкой. Самодеятельный коллектив «Оптимисты» с успехом исполняет написанные им песни. Для успешного творческого роста им не хватает только возможности играть свою музыку на публике.
Чиновник от культуры Анита Сондоре делает всё от неё зависящее, чтобы не допустить молодых музыкантов на сцену. Бескомпромиссная позиция Цезаря, не желающего идти ни на какие уступки, помогает ей исполнить задуманное.

## В ролях
- Улдис Пуцитис — Цезарь Калныньш
- Дина Купле — Анита Сондоре
- Лига Лиепиня — Белла
- Арнольд Лининьш — Миервалдис Тралмакс
- Паул Буткевич — Ральф

Ансамбль «Оптимисты»:
- Улдис Стабулниекс
- Дзинтарс Бетерис
- Валдис Эглитис
- Гунарс Розенбергс
- Андрис Вилсонс
- Юнийс Вилсонс

В эпизодах:
- Ростислав Горяев
- Эрнест Карелис
- Антония Клеймане
- Арминс Леиньш
- Ирена Лагздиня
- Язепс Пигознис
- Рената Стурмане
- Северинс Вилсонс
- Петерис Шилиньш
- Анда Зайце
- Ольгерт Кродерс
- Эдгар Лиепиньш
- Арис Розенталь
- Наталья Витолиня
- Эдуард Платайскалнс

## Съёмочная группа
- Автор сценария: Гунарс Приеде
- Режиссёр-постановщик: Роланд Калныньш
- Оператор-постановщик: Микс Звирбулис
- Композитор: Имантс Калныньш
- Художник-постановщик: Улдис Паузерс
- Звукооператор: Игорь Яковлев
- Режиссёр: Варис Брасла
- Оператор: Удис Эгле
- Художник-декоратор: Фрицис Аболс
- Художник по костюмам: Иева Кундзиня
- Художник-гримёр: Элита Рудзите
- Монтажёр: Зигрида Гейстарте
- Редактор: Елена Вахрушева
- Исполнители песен: Лига Лиепиня, Паул Буткевич, Эдгар Лиепиньш
- Текст песен: Марис Чаклайс
- Директор: Георг Блюменталь

## Прокатная судьба
Первоначально авторы дали фильму название «Четыре белые рубашки» (латыш. Četri balti krekli). Песни из кинофильма с большим успехом были показаны на республиканском эстрадном фестивале. Но обещанная премьера, по не высказанным официально причинам, не состоялась. Первое время режиссёр (как и герой его фильма) пытался убедить руководство выпустить картину с некоторыми изменениями, согласился дать другое название, но картина легла на полку и премьера фильма состоялась только в 1986 году. Что не помешало показать пьесу Гунара Приеде на лиепайской и рижской сцене под названием «Приходи на лестницу играть». В Театре Дайлес роль Цезаря Калныньша играл представитель следующего актёрского поколения Андрис Берзиньш.